# Aagje Vanwalleghem
Aagje Van Walleghem (Poção de Pedras, 24 de outubro de 1987) é uma ginasta brasileira que compete em provas de ginástica artística pela Bélgica.
Aagje foi a primeira ginasta belga a conquistar uma medalha em uma edição do Campeonato Europeu, um bronze no salto, em Debrecen - 2005.

## Carreira
Aagje começou sua carreira nacional e internacionalmente no ano de 2001, participando do European Youth Olympic Days, no qual conquistou a medalha de prata nas barras assimétricas e a nona colocação na disputa individual geral. Dois anos mais tarde, a ginasta participou de uma etapa de Copa do Mundo, da qual saiu com a medalha de bronze nas barras.
Em sua primeira aparição em mundiais, participou do Campeonato de Anaheim, no qual foi atingiu apenas a 21ª posição no concurso geral. No ano seguinte, participou de mais uma etapa de Copa do Mundo, realizada no Rio de Janeiro, no qual disputou duas finais: na primeira, o salto, terminou com uma medalha de bronze; na segunda, prova das paralelas assimétricas, foi a sétima ranqueada.
Em 2004, ao participar do Europeu de Amsterdã, classificou-se para duas finais: geral individual e salto. Terminou em 18º e sétimo lugares, respectivamente. No mesmo ano, em sua primeira aparição olímpica, nos Jogos de Atenas, terminou com a 23ª colocação no concurso geral, a frente apenas da canadense Melanie Banville. No posterior ano, competiu na etapa parisiense da  Copa do Mundo, na França. Nela, classificou-se para três finais: salto, trave e solo. Como resultado, conquistou o bronze no salto, a sétima posição na trave e a oitava no solo. No Campeonato Nacional Belga do mesmo ano, terminou com três medalhas de ouro: salto, assimétricas e solo. Sua última competição de 2005 foi o Europeu de Debrecen, no qual foi a sexta colocada no individual geral, sétima na trave e medalhista de bronze no salto. Com esse resultado, Aagje tornou-se a primeira ginasta belga a conquistar uma medalha em campeonatos europeus. Em 2006, ao participar do Mundial de Aarhus, foi à final do salto, da qual saiu com a oitava colocação. Na etapa da Copa do Mundo, em Stuttgart - Alemanha, terminou em igual colocação do mesmo aparelho. A última competição do ano foi outra etapa de Copa do Mundo, em Glasgow, na qual não subiu ao pódio.
O ano de 2007, a ginasta iniciou participando do International Tornooi Gymnix, em Montreal. No evento, obteve a melhor colocação individual de sua carreira, a quinta colocação. Na posterior competição, foi o Mundial de Stuttgart. Nele, ranqueou-se como a 70ª colocada no individual geral, não conquistando, assim, a vaga para os Jogos Olímpicos de Pequim, para o qual qualificou-se sua compatriota, Gaelle Mys. No ano seguinte, participou da Final da Copa do Mundo, em Madri, na qual conquistou a medalha de bronze, superada pela chinesa Cheng Fei e pela suíça Ariella Kaeslin. Em 2009, a ginasta conquistou duas medalhas de prata, no salto e nas barras, e quinta colocada no solo, em etapa da Copa do Mundo, em Cottbus. No Europeu de Milão, a foi quarta na prova do salto. No Campeonato Nacional, Aagje saiu com duas medalhas de ouro em três disputas por aparelhos: barras e trave, além da prata nos exercícios de solo.

## Principais resultados
| Ano  | Evento                                    | AA              | Equipe           | Salto sobre o cavalo. | Trave.          | Barras assimétricas. | Solo.            |
| ---- | ----------------------------------------- | --------------- | ---------------- | --------------------- | --------------- | -------------------- | ---------------- |
| 2001 | European Youth Olympic Days               | 9º              |                  |                       |                 | Medalha de prata     |                  |
| 2003 | Copa do Mundo – Salônica                  |                 |                  |                       |                 | Medalha de bronze    |                  |
| 2003 | Campeonato Mundial de Ginástica Artística | 21º             |                  |                       |                 |                      |                  |
| 2004 | Copa do Mundo – Rio de Janeiro            |                 |                  | Medalha de bronze     | 7º              |                      |                  |
| 2004 | Campeonato Europeu                        | 18º             |                  | 7º                    |                 |                      |                  |
| 2004 | Jogos Olímpicos                           | 23º             |                  |                       |                 |                      |                  |
| 2005 | Copa do Mundo – Paris                     |                 |                  | Medalha de bronze     |                 | 7º                   | 8º               |
| 2005 | Campeonato Nacional Belga                 |                 |                  | Medalha de ouro       |                 | Medalha de ouro      | Medalha de ouro  |
| 2005 | Campeonato Europeu                        | 6º              |                  | Medalha de bronze     |                 | 7º                   |                  |
| 2006 | Campeonato Mundial de Ginástica Artística |                 |                  | 8º                    |                 |                      |                  |
| 2006 | Copa do Mundo – Stuttgart                 |                 |                  | 8º                    |                 |                      |                  |
| 2007 | Copa do Mundo – Stuttgart                 |                 |                  | 7º                    |                 |                      |                  |
| 2008 | Copa do Mundo – Doha                      |                 |                  | 6º                    |                 | 4º                   |                  |
| 2008 | Desafio Internacional                     | Medalha de ouro | Medalha de prata |                       |                 |                      |                  |
| 2008 | Copa do Mundo – Glasgow                   |                 |                  | 8º                    | 5º              |                      |                  |
| 2008 | Copa do Mundo – Ostrava                   |                 |                  | Medalha de prata      | 8º              | Medalha de prata     | 4º               |
| 2008 | Copa do Mundo – Stuttgart                 |                 |                  | Medalha de prata      |                 |                      |                  |
| 2008 | Copa do Mundo – Madrid                    |                 |                  | Medalha de bronze     |                 |                      |                  |
| 2009 | Copa do Mundo – Cottbus                   |                 |                  | Medalha de prata      |                 | Medalha de prata     | 5º               |
| 2009 | Campeonato Europeu                        |                 |                  | 4º                    |                 |                      |                  |
| 2009 | Campeonato Nacional Belga                 |                 |                  |                       | Medalha de ouro | Medalha de ouro      | Medalha de prata |
| 2011 | Campeonato Europeu                        | 14º             |                  |                       |                 | 6º                   |                  |